# Julia Haig Gaisser
Julia Haig Gaisser (Cripple Creek, Colorado, Estados Unidos, 12 de enero de 1941, es una filóloga clásica norteamericana. Es profesora emérita de latín y ciencias Humanas en el Bryn Mawr college de Pensilvania.

## Biografía
Fue presidenta de la American Philological Association de 1999 a 2000.

## Obras
- Haig Gaisser, Julia 1980 The Homeric hymn to Demeter Bryn Mawr (Pa.): Department of Greek. Brian Mawr college
- Haig Gaisser, Julia 1983 The Homeric hymn to Hermes Bryn Mawr (Pa.): Department of Greek. Brian Mawr college
- Haig Gaisser, Julia 1993 Catullus and his Renaissance readers Oxford: Clarendon Press
- Haig Gaisser, Julia 2001 "Traditional specialties at the turn of the 21st Century: A Janus view" Transactions of the American Philological Association 131 pp. 287-288
- Haig Gaisser, Julia 2008 The fortunes of Apuleius and the 'Golden Ass'  Princeton : Princeton University Press
- Haig Gaisser, Julia (ed.) 2007 Catullus Oxford: OUP
- Haig Gaisser, Julia 2012 Catullus London: Blackwell (Blackwell Introductions to the Classical World)